# Calcarele eocene de la Turnu Roșu - Porcești
Calcarele eocene de la Turnu Roșu - Porcești (monument al naturii cunoscut și sub denumirea de „Calcarele de la Porcești”) alcătuiesc o arie protejată de interes național ce corespunde categoriei a III-a IUCN (rezervație naturală de tip paleontologic), situată în sudul Transilvaniei, pe teritoriul județului Sibiu.

## Localizare
Aria naturală se află în extremitatea sudică a județului Sibiu, pe teritoriul administrativ al comunei Turnu Roșu (în estul localității omonime, aproape de Mănăstirea Turnu Roșu ce poartă hramul „Adormirea Maicii Domnului”).

## Descriere
Rezervația naturală a fost declarată arie protejată prin Legea Nr.5 din 6 martie 2000 (privind aprobarea Planului de amenajare a teritoriului național - Secțiunea a III-a - zone protejate, publicată în Monitorul Oficial al României, Nr.152 din 12 aprilie 2000) și are o suprafață de 60 hectare. 
Calcarele de la Porcești (rezervație naturală suprapusă ariei speciale de protecție avifaunistică - Piemontul Făgăraș) reprezintă o zonă naturală ce adăpostește faună fosilă (atribuită perioadei eocenului târziu) alcătuită din fragmente fosilizate de pești, reptile, rechini, scoici și melci.